# Kreis Diedenhofen
| Basisdaten                   | Basisdaten                  |
| ---------------------------- | --------------------------- |
| Bundesstaat                  | Reichsland Elsaß-Lothringen |
| Bezirk                       | Lothringen                  |
| Verwaltungssitz              | Diedenhofen                 |
| Fläche                       | 945 km² (1900)              |
| Einwohner                    | 115.873 (1900)              |
| Bevölkerungsdichte           | 123 Einw./km² (1900)        |
| Gemeinden                    | 103 (1900)                  |
| Lage des Kreises Diedenhofen |                             |
|                              |                             |

Der Kreis Diedenhofen war von 1871 bis 1901 ein Landkreis im Bezirk Lothringen des Reichslandes Elsaß-Lothringen. Von 1940 bis 1944 war er unter dem Namen Landkreis Diedenhofen als Teil des im besetzten Frankreich errichteten CdZ-Gebiets Lothringen nochmals eingerichtet. Das Gebiet des Kreises liegt heute im Wesentlichen im Arrondissement Thionville des französischen Départements Moselle.

## Der Kreis Diedenhofen im Deutschen Kaiserreich

### Verwaltungsgeschichte
Nachdem Elsaß-Lothringen durch den Frankfurter Friedensvertrag an das Deutsche Reich gefallen war, wurde 1871 aus den bis dahin französischen Arrondissements Briey und Thionville der Kreis Diedenhofen gebildet. Der Kreisdirektor hatte seinen Sitz in der Stadt Diedenhofen (Thionville). Damit gehörte der Kreis Diedenhofen zum Bezirk Lothringen im Reichsland Elsaß-Lothringen. Zum 8. April 1901 wurde der Kreis Diedenhofen aufgeteilt. Aus ihm entstanden zwei neue Kreise:
- Der Kreis Diedenhofen-Ost, bestehend aus dem Kanton Diedenhofen mit den Gemeinden Diedenhofen, Monhofen, Niederjeutz, Oberjeutz, Terwen und Weimeringen, dem Kanton Kattenhofen ohne die Gemeinden Arsweiler, Öttingen und Ruxweiler sowie den Kantonen Metzerwiese und Sierck
- Der Kreis Diedenhofen-West, bestehend aus dem Kanton Diedenhofen ohne die Gemeinden Diedenhofen, Monhofen, Niederjeutz, Oberjeutz, Terwen und Weimeringen und dem Kanton Kattenhofen mit den Gemeinden Arsweiler, Öttingen und Ruxweiler

Für beide Kreise hatte der Kreisdirektor seinen Sitz weiterhin in Diedenhofen.

### Kreisdirektoren
1871–999900Ferdinand von Helldorff (1835–1893) (kommissarisch)
1871–188100Julius Siegfried (1835–1901)
1881–188700Johann Spiecker
1887–189800German Killinger (1844–1940)
1898–189900Anton von Villers-Grignoncourt (1849–1911)
1899–190100Ernst Cordemann

### Kommunalverfassung
Zunächst galt auch zu deutscher Zeit das französische Gesetz vom 18. Juli 1837 über die Gemeindeverwaltung weiter. Zum 1. April 1896 wurde aber die bisherige Kommunalverfassung abgelöst und die neue Gemeindeordnung für Elsaß-Lothringen vom 6. Juni 1895 eingeführt. Sie galt für alle Gemeinden und unterschied nicht zwischen solchen mit ländlicher oder städtischer Verfassung.

### Einwohnerentwicklung
| Einwohner         | 1871   | 1890   | 1900    |
| ----------------- | ------ | ------ | ------- |
| Kreis Diedenhofen | 76.390 | 84.505 | 115.873 |

Gemeinden mit mehr als 2000 Einwohnern (Stand 1885/1890):
| Gemeinde     | Einwohner |
| ------------ | --------- |
| Diedenhofen  | 8923      |
| Großmoyeuvre | 5441      |
| Hayingen     | 6163      |

### Gemeinden
Im Jahre 1900 umfasste der Kreis Diedenhofen 103 Gemeinden:
| - Algringen - Apach - Arsweiler - Aumetz - Beiern - Berg - Bertring - Bettsdorf - Bidlingen - Bollingen - Breisdorf - Büdingen - Buß - Bust - Deutschoth - Diedenhofen - Diesdorf - Elsingen - Endorf - Ersingen - Escheringen - Ewringen - Fameck - Fentsch - Fixem - Flasdorf | - Flörchingen - Gandringen - Garsch - Gauwies - Grindorf - Großhettingen - Großmoyeuvre - Hagen - Havingen - Hayingen - Homburg-Kedingen - Hüntingen - Illingen - Inglingen - Kanfen - Kattenhofen - Kemplich - Kerlingen - Kirchnaumen - Kirsch bei Sierck - Kleinmoyeuvre - Kneuttingen - Königsmachern - Laumesfeld - Launsdorf - Lommeringen | - Lüttingen - Mallingen - Mandern - Marspich - Merschweiler - Metzeresch - Metzerwiese - Mondorf - Monhofen - Monneren - Montenach - Neunhäuser - Niederginingen - Niederham - Niederjeutz - Niederkontz - Nieder-Rentgen - Nilvingen - Oberjeutz - Oberkontz - Oetringen - Oettingen - Püttlingen - Rangwall - Redingen - Reichersberg | - Reimelingen - Rettel - Ritzingen - Rodemachern - Rörchingen - Rosslingen - Rüsdorf - Rüssingen - Rüttgen - Ruxweiler - Schremingen - Sentzich - Sierck - Suftgen - Terwen - Tressingen - Ückingen - Udern - Volkringen - Waldweisdorf - Waldwiese - Wallingen - Weimeringen - Wollmeringen - Wolsdorf |

## Der Landkreis Diedenhofen im Zweiten Weltkrieg

### Verwaltungsgeschichte
Im Zweiten Weltkrieg stand Elsaß-Lothringen von 1940 bis 1944 unter deutscher Besatzung und wurde faktisch wieder wie Reichsgebiet behandelt. Seit dem 2. August 1940 gehörten die Arrondissements Thionville-Est und Thionville-Ouest, jetzt in Landkreis Diedenhofen-Ost und Landkreis Diedenhofen-West umbenannt, zum Bezirk des Chefs der Zivilverwaltung im CdZ-Gebiet Lothringen. Zu ihrer Verwaltung wurden deutsche Landkommissare in Diedenhofen eingesetzt. Zum 1. Dezember 1940 wurden die beiden Landkreise zum neuen Landkreis Diedenhofen zusammengeschlossen. Gleichzeitig wurden die Gemeinden des Kantons Großmövern und die Gemeinde Mondelingen aus dem Landkreis Diedenhofen in den Landkreis Metz umgegliedert.
Zum 1. April 1941 wurden die Kreisgrenzen geringfügig geändert. Die Gemeinden Kolmen (Westmark), Neunkirchen bei Bolchen, Sankt Franzen und Schwerdorf wurden aus dem Landkreis Sankt Avold in den Landkreis Diedenhofen eingegliedert und die Gemeinde Bettsdorf b. Diedenhofen wurde aus dem Landkreis Diedenhofen in den Landkreis Metz umgegliedert. Gleichzeitig wurde der Kreisverwaltungschef nunmehr wie im Deutschen Reich als Landrat bezeichnet. Während der Besatzungszeit waren folgende Landräte eingesetzt:
Zwischen November und Dezember 1944, als sich die Soldaten der Wehrmacht zurückzogen, wurde das Kreisgebiet von den vorrückenden alliierten Streitkräften besetzt und wieder an Frankreich zurückgegeben.

### Landkommissar
1940–999900Becker (kommissarisch)

### Landräte
1940–194100Becker
1942–999900Schmitt
1942–194300Karl Wilhelm Schäfer
1943–194400Friedrich Kipp

### Kommunalverfassung
Ab 1. Januar 1941 galt für alle Gemeinden im Landkreis die Deutsche Gemeindeordnung vom 30. Januar 1935. Hierzu erging am 1. Februar 1941 eine Durchführungsverordnung, wonach aus mehreren Gemeinden Gemeinschaftliche Bürgermeistereien gebildet werden konnten. Am 1. April 1941 wurde die Kreisordnung für Lothringen vom 25. März 1941 eingeführt, wonach unter anderem die bisherigen Kantone aufgelöst wurden. Das Kreisgebiet war zuletzt in die Städte Diedenhofen, Hayingen, Sierck und 61 weitere Gemeinden gegliedert. Diese Gemeinden bildeten je nach Größe eigene Ortspolizeibezirke oder waren in Gemeinschaftlichen Bürgermeistereien zusammengefasst.

### Änderung von Ortsnamen (1940–1944)
Nach dem 2. August 1940 galten die 1918 gültigen amtlichen deutschen Ortsnamen zunächst weiter.
Am 25. Januar 1941 wurden alle Ortsnamen offiziell in einer deutschen Fassung festgelegt, die teilweise von der im Jahre 1918 abwich, z. B.:
- Distroff: 1918: Diesdorf, 1941: Diesdorf (Westmark)
- Guénange: 1918: Niederginingen, 1941: Niederganingen
- Metzervisse: 1918: Metzerwiese, 1941: Metzerwiesen
- Ottange: 1918: Öttingen, 1941: Ottingen (Westmark)
- Serémange-Erzange: 1918: Schremingen, 1941: Schremingen-Ersingen
- Waldwisse: 1918: Waldwiese, 1941: Waldwiesen (Westmark)